# Delaware County Fairgrounds Racetrack
Delaware County Fairgrounds Racetrack är en travbana i Delaware i Ohio i USA. Banan invigdes 1946 och arrangerar lopp inom både trav- och passgångssport. 

## Om banan
Huvudbanan är en oval bana på 1⁄2 miles (805 m). Banans lopp körs vanligtvis över distansen 1 mile (1 609 m).

## Större lopp
Banan har sedan invigningen varit värd för loppet Little Brown Jug, som sedan 1956 är ett av de tre Triple Crownloppen inom amerikansk passgångssport. Loppet avgörs med kvallopp, och sedan ett finallopp samma dag.
Övriga stora lopp som körs på banan är Little Brown Jugette, Buckette 3YO Filly Trot, Ohio Breeders Championship, Old Oaken Bucket och Ms Versatility.